# Estación de Atocha-Cercanías
Estación de Atocha-Cercanías vasútállomás Spanyolország fővárosában, Madridban.

## Vasútvonalak
Az állomást az alábbi vasútvonalak érintik:
- Línea 53
- Línea 5
- Línea 57
- Línea 58
- Línea 52
- Madrid-Valencia-vasútvonal
- Linie C-1
- Línea C-2
- Línea C-3
- Línea C-4
- Línea C-5
- Línea C-7
- Línea C-8
- Línea C-10
- Línea Móstoles-Parla
- Atocha-Pinar de las Rozas railway line
- Línea Atocha-San Fernando de Henares

## Kapcsolódó állomások
A vasútállomáshoz az alábbi állomások vannak a legközelebb:
- Recoletos (Aeropuerto T4, Linie C-1)
- Méndez Álvaro railway station (Príncipe Pío, Linie C-1)
- Recoletos (Línea C-2)
- Asamblea de Madrid-Entrevías (Guadalajara, Línea C-2)
- Villaverde Bajo (Aranjuez, Línea C-3)
- Sol railway station (Línea C-3)
- Sol railway station (Estación de El Escorial, C-3a)
- Villaverde Bajo (Estación de Parla, Línea C-4)
- Sol railway station (Estación de Alcobendas-San Sebastián de los Reyes, Estación de Colmenar Viejo, Línea C-4)
- Méndez Álvaro railway station (Estación de Humanes, Línea C-5)
- Embajadores (Estación de Móstoles-El Soto, Línea C-5)
- Asamblea de Madrid-Entrevías (Alcalá de Henares, Línea C-7)
- Recoletos (Príncipe Pío, Línea C-7)
- Recoletos (Estación de Cercedilla, Línea C-8)
- Recoletos (Aeropuerto T4, Línea C-10)